# 杭州八旗駐防營

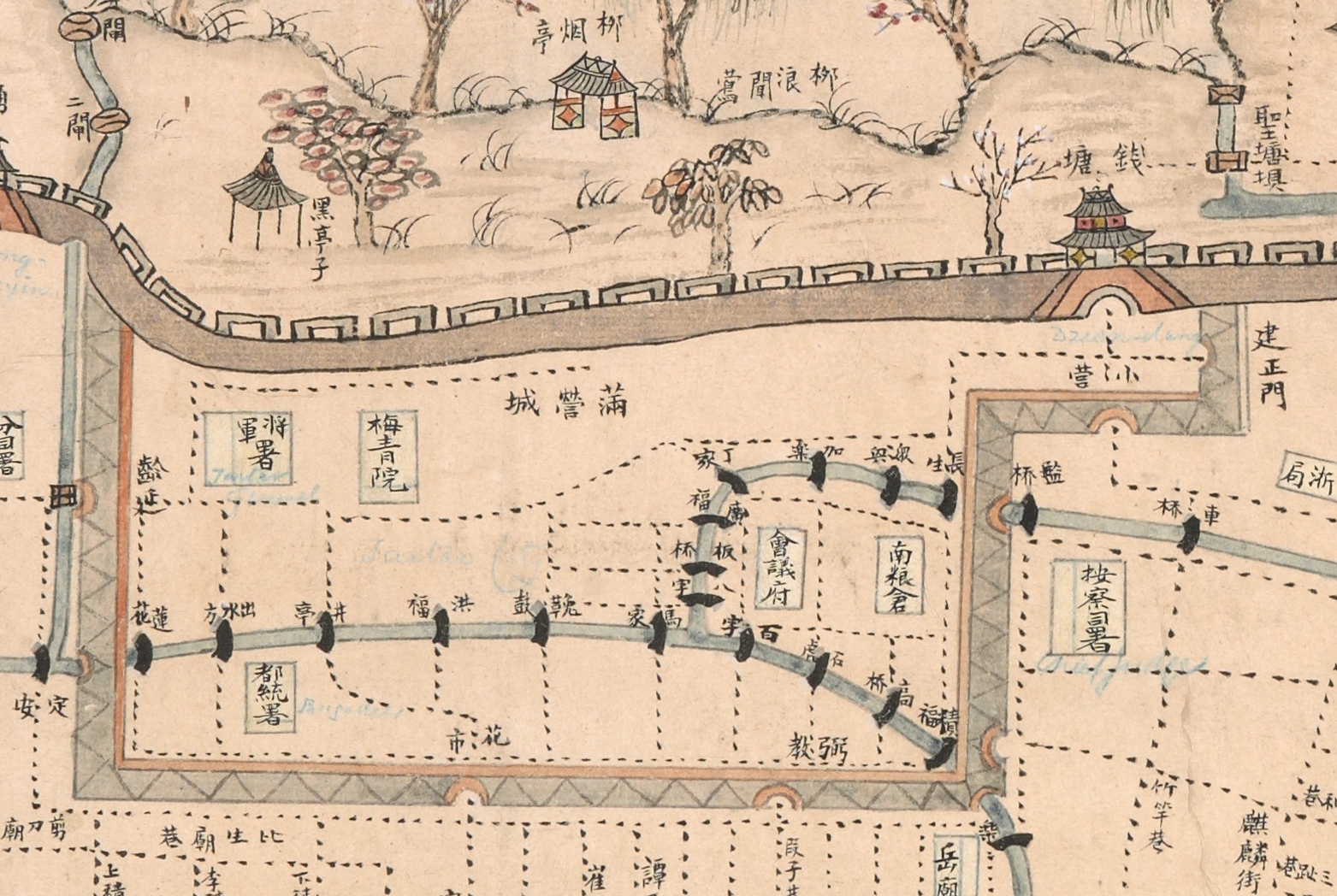
《杭城西湖江干湖墅图》满营部分详图，图中的黑亭子即今天的集贤亭，为旗营仅存的一景

杭州八旗驻防营，又称杭州旗营、杭州旗下营、杭州驻防、满洲营、满营，杭州话俗称旗下，是清朝入关后在浙江省会杭州府城派驻的八旗军事单位。其营地位于杭州城西侧、西湖湖滨——龙翔桥一带，中山中路、开元路、西湖、庆春路间的区域，是一座砖石筑成城中之城，称杭州驻防城、杭州满城、子城、内城，雅号柳营。

## 建立初期

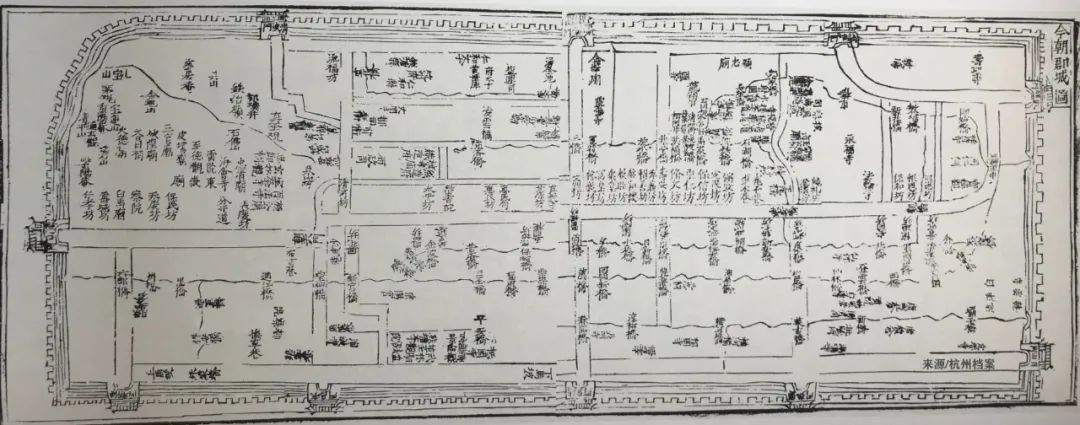
旗营设立前的明代杭州地图

顺治二年（1645年）闰六月，清军由南京直抵杭州，明潞王朱常淓开城投降。但是，杭州的投降并没有令南明势力的彻底退出，鲁王政权和弘光政权都在杭州近郊与清军反复拉锯，南明营地最近者离杭州不过十里。清军杭州城东南的清泰门、望江门、候潮门一带征用民房、设立营垒，与绍兴的南明鲁王政权隔钱塘江对峙，是为八旗设营之始。事实上，清军此时已经在凤山门之外修建了一座小城，相对而言占据杭州周边高地、军事意义更大，但或是由于生活不便，顺治五年（1648年）清政府以“为江海重地，不可无重兵驻防以资弹压”为由下令八旗进城圈地，外城随后被废弃，八旗在城内强征民房作为营房。顺治七年（1650年）清政府又以满汉杂处、滋生事端为由要求另立营地，勘地事宜交由浙江总督张存仁、浙江巡抚萧启元两位汉人处理，二人最初建议在杭州城北偏东、相对空旷的梅登高桥、水星阁一带修建营地，但八旗兵丁更倾向于在邻近西湖、更为繁华、居民密集的城西修建营地，最后在朝廷仲裁下还是选择杭州城西修建旗营。
旗营的建立首害在于圈地，“圈田所到，田主登时逐出，室中所有，皆其有也”——由于八旗选取的是杭州最繁华、人口最密集的地方，在圈地之后这些地方的百姓旋即遭到驱逐、流离失所，根据康熙《仁和县志》的记载，“此方之民，扶老携幼，担囊负签；或播迁郭外，或转徒他乡；而所圈之屋，垂二十年输粮纳税如故”，官府所能做的不过是“慰其离居”而已，浙江巡抚朱昌祚也感慨“杭人六次播迁，一枝莫寄，宵啼露处之悲、琐尾流离之状，目击凋残，补救无术”。虽然修筑杭州旗营的本意在于隔离满汉，约束八旗在地方横行霸道的恶劣影响，但时值顺治十八年（1661年）朱昌祚的奏折中仍可见当时旗人的恶行——“或横行市肆，短价强买；或凌虐铺行，白拿货物；稍有违忤，则立刻伤残；小民畏之如虎，无不饮恨吞声”、“于山僻人家勒索酒食、淫污妇女……截捉士民挑驼搬运，恃强抢夺，至肩挑小贩无不受其荼毒，非拳打脚踢则刀背皮鞭，地方侧目，无不忍屈吞声”，更有甚者在墓地抢劫百姓、偷拿祭品，乃至于强行霸占孔庙官学用放牧场地和不法活动的基地。对于旗人的各种恶行，官府往往束手无策。例如，康熙二十一年（1682年），杭人因不堪旗人“营债”（高利贷）之害在武林门罢市抗议，官府为平息民愤抓捕旗人手下时反而受到旗人围攻；朝廷不得不于康熙二十三年（1684年）任命趙士麟为浙江巡抚处理此事，赵士麟发现此时旗人發放的“营债”居然有30万之巨，商议裁减“营债”并由官员筹资偿还，并约束了旗人发债和在城门口骚扰百姓的行为，杭人感念趙士麟，在西湖边为他建立了生祠。
杭州旗营员额原在3920丁，但顺治十五年（1660年）增兵1000人，相应的浙江总督要为这些人口扩充旗营。听闻旗营扩建，百姓人心惶惶，甚至有传言称城北钱塘门附近百姓筹资四万两贿赂杭严道台范印心，令旗营改选涌金门扩建。为平息民意，官府提出官民筹资在已经圈定的旗营中建房子，然而新建设的房屋仍未敷用，并且后续建房费用的摊派问题反而引起更大民怨，八旗最后还是圈占了涌金门至羊坝头之间的民房。因为新圈土地在营墙之外，新营墙的修筑又成为新的问题：康熙元年（1662年）杭州驻防总管宗室柯魁上奏扩建城墙获得朝廷允准，原计划花费25,135两白银修建满城，但柯魁中途又要推倒旧墙，重建为省城城墙一样的规制，重修成这样子估算需要336,230两白银，这显然超出了承担此项工作的杭嘉湖绍严五府的财政能力，最后在各地官员一致要求下以”俟时和年丰“暂停。康熙二年（1663年），杭州驻防新设佐领，因旗营内无房可用再度需要扩容，这一次杭州绅民再度向官府请愿筹资建房以代圈地。由于杭州百姓“急工争先”，在旗营见缝插针修建了足够的住宅，避免了圈地。随着八旗子弟人口不断膨胀，杭州旗营在康熙朝以后就无法容纳全部旗人，大量旗人居住城外，康熙帝也意识到只要旗人人口不断增长就要无休止地修城，最后在康熙八年（1669年）下令规定只要求当兵的旗人驻扎城内，杭州旗营再无扩建。
满营两次圈地共计合计约1900多亩地：第一次圈地圈占城内土地1445亩5分2厘、城外土地404亩1分3厘，而第二次圈地圈占了土地75亩7分、基地325亩7分。修筑完成后的旗营城墙“北至井字楼，南至军将桥，西至城大西街，筑砌界墙，环九里有余，穿城径二里。高一丈九尺，厚一度，长一千九百六十二度”，构成了杭州城内的“城中之城”。初建时，城墙宽六尺，共设五座陆路城门，承乾门、拱辰门、平海门、迎紫门和延龄门5座城门，每座城门宽6尺，另外开有3座水门，又有1座便门；乾隆三十年（1765年），杭州将军萨尔哈岱又在北侧开辟建正门，作为乾隆南巡直通旗营校场的通道。旗营内部参考八旗方位排布：正白旗、镶白旗在营东北隅，正蓝旗、镶蓝旗在营东南隅，正红旗、镶红旗在营西北隅，正黄旗在西南丰乐桥西，镶黄旗在营北长生桥东。

## 编制与作战能力

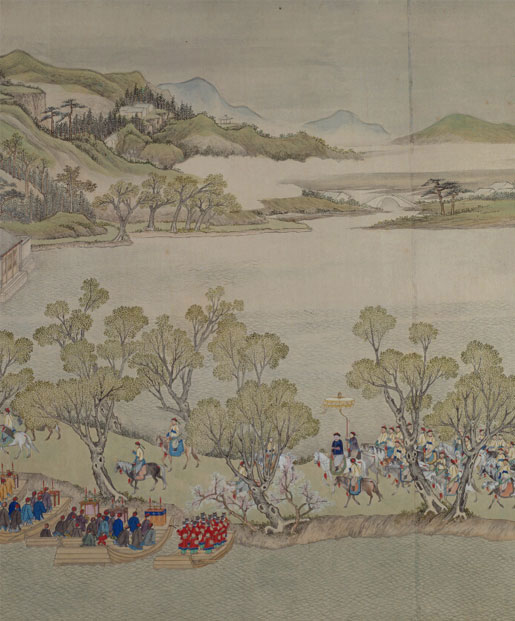
乾隆南巡随军巡游杭州西湖

杭州八旗驻防最初无制度可言，其军事制度是随着驻防逐步发展起来。清政府于顺治二年（1645年）设立杭州梅勒章京主管杭州八旗；后来于顺治十七年（1660年）设立杭州总管、康熙二年改称杭州将军，是为杭州八旗最高长官。在将军之下则为都统、副都统、协领、佐领、防御，总体而言汉军八旗官员从康熙十三年、乾隆十六年、乾隆十八年、乾隆三十年逐步裁撤，最后汉军八旗被整体裁撤；与之相对，康熙十三年增设满洲副都统二员，其中一员在雍正七年调去乍浦训练八旗水师，康熙十八年、康熙三十年增设八旗满洲佐领、骁骑校和八旗满洲防御，雍正元年、雍正十年增设蒙古协领、蒙古八旗防御，满蒙八旗的势力在不断扩张。八旗最初入驻了3920人；顺治十五年统计四千有奇；康熙六十年统计有骑兵3641、步兵700、炮兵16，包含辅助兵种总计4494人；至雍正七年，满洲、蒙古、汉军各有1200、400、1600人，其中骑兵、步兵、炮兵各有2886、700、16人，包含辅助兵种合计4049人。虽然额定有数千骑兵，但由于八旗生计问题，旗营为了节约经费并没有饲养相应的马匹。根据道光二十三年（1843年）杭州将军的报告，当时营中养马600匹，为了节约每年3730两经费计划裁去280匹马，然而由于旗营内士兵生活窘迫，因此没有马匹饲养的八旗士兵照样可以拿取养马经费，并且将从裁马省下的经费中拿出700两补贴贫困旗人，这也为杭州旗营在太平天国战争中的覆灭埋下了伏笔。
杭州八旗的素质在乾隆朝后期以前尚称劲旅，这一点可以从康熙、乾隆两位皇帝南巡视察看出。康熙从二十八年春开始五次到杭州视察旗营，每次都有犒赏、赐宴、赐匾等奖励，乃至于自己亲自参加旗营骑射，在第一次视察时候留下诗作：“羽林将士重分防，吴越名区古要疆。讲武正宜清宴日，人人技自擅穿杨。”乾隆视察时不仅赏赐旗营，还降旨让旗营官员全体进官一级、兵丁各赏一月钱粮，他在二十二年视察杭州旗营时留下诗作： “旭丽惠风轻，广场试阅兵。百年偃虽可，一日备领明。气励熊罴旅，勇轩组练晶。诘戎伊古训，证敢诩升平。”然而二十七年、四十五年、四十九年来视察时，乾隆屡次称自己因手臂受伤无法骑射，最后一次托称年事已高，由皇子代为骑射。在这一次视察中，旗营士兵或从马上掉落，或箭箭虚发，引得乾隆勃然大怒。乾隆听闻杭州将军宗室富椿沉迷听戏，将自己钟情的戏班冠名将军班，一气之下将其彻底革职，并作为负面典型在各将军中通报，但杭州旗人在他离开后因其体恤下属反而为他建立了生祠；五十六年，乾隆以“骑射平常”、“复好安逸”为由再将杭州旗营的两位协领降职；五十八年杭州旗营有40多位官员被新人将军参奏处分。乾隆五十二年杭州旗营出战台湾，在台湾“打仗不甚奋勇”，甚至有人临阵脱逃，在撤退时还有士兵嫌走路太累，又担心如果坐轿子轿夫会逃跑，于是雇佣船只，结果在中途沉没溺亡，乾隆听闻此事后甚至怀疑杭州旗营使用其它款目违例雇轿。统治阶级将八旗腐化的原因归咎于汉人，康熙二十四年皇帝批评杭州旗营“渐染陋俗”，乾隆更是强调国语骑射、满洲本色，但都没有挽回旗人的腐化。

## 太平天国战争
自康熙朝三藩之乱、台湾之役后，杭州旗营几乎没有参加过重大战役，而自削减“营债”后也再无与平民冲突的记录，逐渐融入到杭州当地的生活中。乾隆朝的杭州旗人武艺不断退步、满语也越发生疏，所说的汉语也夹杂杭州口音。为了缓解政府的财政压力，乾隆皇帝也不再要求驻防八旗将遗骸运回京城，而是允许杭州旗人在驻防之处置墓地、遗属留在原驻防，杭州也从京城旗人名义上的“出差之所”逐步变成了杭州旗人事实上的乡土。杭州旗营深受江浙科举风气浸染，在嘉庆朝不仅在获得了在杭州府和浙江省参加科举考试的资格，还创设了专供八旗子弟读书的梅青书院，杭州的旗人也是各地八旗驻防中科举中榜概率最高的之一。为了解决旗人生计问题，杭州旗营不仅鼓励科举，还参与钱塘江海塘的修建，甚至会派人到乡下为农民捕捉蝗虫。作为主管杭州城门开闭的机构，旗营不仅按照杭州的习俗节日调整门禁时间，旗营自身的门禁也逐渐松动，乃至于成为杭州平民新年观看花灯最为热闹之处。杭州的旗人廷玉受到厉鹊的《东城杂记》启发作《城西古迹考》，把旗营视作杭州城内与汉人的“东城”相对的“城西”，这本书也受到了杭州汉人的欢迎，甚至有汉人读完后按照书中所说游历旗营的各处古迹。
太平天国战争爆发后，太平军打着消灭滿洲妖魔的口号反抗满清统治，各地驻防八旗首当其冲，双方水火不容。此前，杭州旗营分出的乍浦旗营参加了鸦片战争，在道光二十二年（1842）年的乍浦之战中全军覆没，满营也受到英军焚毁，自此元气大伤。咸丰三年（1853年），太平军攻陷江宁城（今南京），对江宁的驻防八旗展开屠杀，并将江宁作为首都天京，杭州作为距离江宁最近的省会也受到战事影响，江宁之屠给了杭州旗营极大刺激。然而，虽然太平军早早攻陷了江宁，但清政府在江宁周边布置的江南大营、江北大营将太平军牵制在天京周边，江宁之战后几年间太平军都没有对杭州构成威胁。随着清军在咸丰九年（1859年）加大了对天京的围困力度，太平军为解天京之围决定“围魏救赵”，忠王李秀成率兵从安徽出发抄小路奇袭清军后方的杭州——当乔装成清军的太平军于咸丰十年（1860年）二月十一日抵达杭州城外时，杭州将军瑞昌还不相信这是太平军，而他此前分拨旗营兵丁镇守浙江与安徽边界上的独松关、千秋关等地，调来的乍浦旗营援军则在塘栖见势掉头；由于江苏的清军仍在围困天京而不愿分兵，邻近的援军也难以在太平军围城前赶来，浙江巡抚罗遵殿不敢出城迎战，太平军很快就在十九日围困了杭州，并在二十七日炸毁清波门段城墙突破外城，巡抚罗遵殿等人也在城中自杀。杭州城破之后，旗营仍在抵抗，瑞昌及其副都统来存、佐领杰纯率领八旗残兵在涌金门一带与太平军巷战不敌，退守旗营，旗营的妇女也上阵据守营城，还有一位宁波的锡箔匠在太平军试图炸毁旗营城墙时向瑞昌通风报信，旗营在满汉军民的协助下抵抗6日并最终等来了援军，江南大营张玉良所部赶到后与旗营里应外合，清军追击至孝丰、余杭、富阳等地。战后统计，杭州全城受到火灾殃及，殉难者97000多人；旗营不仅保全自身，还因战功受到咸丰皇帝的表彰，驻防将弁兵勇眷属死难者合计1365人。

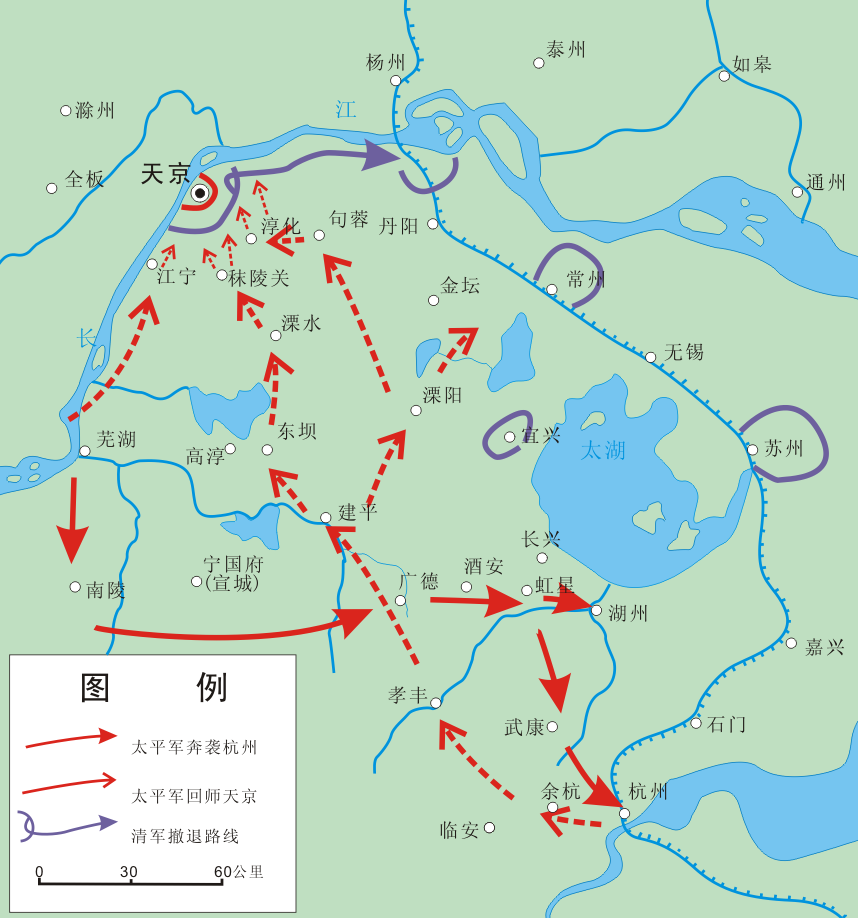
太平军第一次围困杭州后二破江南大营战役示意

首次杭州之战后李秀成旋即调转方向直扑天京，太平军趁着清军援助杭州第二次攻破江南大营，解除了天京之围，进而反扑浙江。咸丰十一年（1861年）春，太平军在清军内奸的协助下攻陷了乍浦旗营，副都统锡龄阿以下协领等战死，阖营城破之后以死殉国；杭州旗营则唯恐步乍浦之后尘，开始加紧购买军械，由于资金紧张，不得不卖出营中储米，这也为后续守城埋下隐患。同年夏，太平军攻占了杭州周边的长兴、安吉和城外的卖鱼桥等地，两次试探性进攻杭州，第一次为驰援安庆之战退兵，第二次为旗营副都统杰纯和副将文瑞以及湘军吴再升所部阻拒。太平军在浙江境内攻城略地，杭州逐渐孤立无援，成为了太平军占领区中的孤城。九月起，忠王李秀成率领太平军主力包围杭州，十一月间太平军还在西湖水面上和旗营佐领杰纯率领的旗营水师作战，夺取了湖心亭。杭州城内经历两月粮草断绝，时值隆冬、军民饿死者过半，清军士气低落，杭州将军瑞昌为了提振士气，下令居民每夜持灯上吴山虚张声势，太平军也向城内的清军发布榜谕劝降，并且允诺会对投降的旗营既往不咎，城外文瑞率领的清军都抛弃主帅投降了太平军。十一月二十八日，太平军攻入杭州城，清军据守旗营抵抗，李秀成再度向杭州将军瑞昌抛出橄榄枝，允诺会将投降的旗营护送至镇江的清军地界。瑞昌受到李秀成的榜谕后不但不领情，还召集八旗兵众，决定以死报国，旗营中每家每户分好火药，准备在城破之后自焚。十二月初一日，太平军攻破旗营，副都统杰纯战死，旗营将军瑞昌、副都统关福以及营中的浙江巡抚王有龄自尽，旗营“纵火自焚，烟焰蔽天，殉烈八千余人”。除了钱塘门一带的旗人不愿意自焚而逃出旗营外，大多数旗人都死于战火，旗营内衙署、营房等大多付之一炬。
杭州旗营被毁后，仍有杭州旗人向各地军营报道，但截至同治三年（1864年）左宗棠收复杭州时仅有46名旗丁在册。杭州旗营的恢复和八旗新军的建设同步进行，清政府一面从各地旗营中拨调旗丁填补缺口，一面又在杭州旗营中训练洋枪洋炮。由于恢复后的杭州旗营缺员严重，清政府不得不让浙江巡抚和汉人军队代理旗营的大部分门禁职务，从乍浦、福州、荆州、德州、青州、成都等地抽调旗丁填补人员缺口：同治四年（1865年）从尚未恢复的乍浦旗营中划拨剩余的361名旗丁至杭州旗营，同治六年（1867年）从福州旗营调拨旗兵五百名连同家属，至同治九年（1869年）旗营在册人口已经达到了5330人；同治十二年（1872年），清政府又调拨德州200名、青州100名、河南50名、荆州550名旗丁填补杭州旗营空缺；光绪元年（1872年）又抽调荆州旗营300多户1933口人到杭州，至此杭州旗营的建制基本恢复，杭州城门的钥匙也重归杭州将军，重建后的旗营兵额仅为原先的一半。不同于重建后仍坚持骑射的江宁旗营，杭州旗营在军事训练较为现代化，从光绪元年开始采用洋枪设立威健选锋队，光绪四年设立洋枪队800名，主管旗营的杭州将军也参与到浙江新军的建设中，浙江新军中就有一个营由旗人组成。太平天国战争中旗营营城损毁严重，同治三年（1864年）清政府开始重建营城，由于清政府财政捉襟见肘，重建后的营城也难掩颓势，建筑规模上大不如前，重建的城墙只不过是3米高的土墙：“乃缩版筑土为垣，以补缺残，上覆瓦，蔽风雨。其旧存之硝磺者，屹立嵯峨，或数丈或数十丈，犹巩固如昔。”重建的营城不仅物是人非，风貌上也截然不同，“非特文献荡尽，即其坊巷风情，大非昔比”。为挽回旗营的文化传承，三多作为杭州旗营孑遗之后，尽力搜集旗营文献资料编成《柳营谣》，“柳营”之名既化用周亚夫细柳营的典故，又指光绪元年（1875）八旗官兵在营中河岸捐栽柳树之事。《柳营谣》的创作也获得了当时的文学大家俞樾的支持，俞樾弟子张大昌身为杭州的汉人也惋惜旗营的损失，也搜集地方文献资料写了《杭州八旗驻防营志略》，较三多更为全面。

## 投降与解散

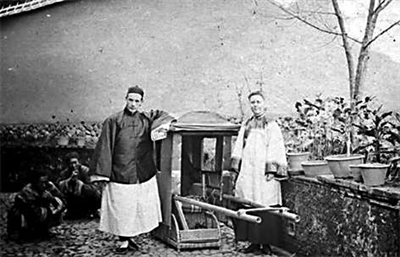
晚清杭州旗人

甲午战争后，排满、革命的呼声日益强烈，但杭州的旗人仍和城中的汉人维持着相对友好的关系。杭州的旗人不仅顺应潮流，还热衷于杭州的社会建设，在地方乡土教材中旗营被称作“子城”，而旗人是清初“迁居此地”的本地人。旗营满洲正黄旗佐领贵林是杭州旗人中的新派领袖，不仅管理着旗营内的男子中学和女学，还创办了鼓吹君主立宪制的《浙江日报》，在浙江的立宪派中很有影响力。光绪三十三年（1907年），旗营开始作为杭州城内的一个社区实施地方自治，贵林担任自治会的会长，旗人也在宣统元年（1909年）首届浙江省諮議局選舉作为杭州的地方代表中获得了3个名额，清政府承认杭州旗人为杭州的平民而不是直属于朝廷的八旗兵丁。尽管如此，革命党影响下的《杭州白话报》和秋瑾之死仍对杭州的满汉关系构成了挑战，贵林也因和极端排满者不和为革命党所嫉恨。
1911年武昌起义爆发后，杭州革命党人也开始频繁集会，策划革命。杭州旗人听闻武昌起义后驻防被屠杀，开始在旗营之外自发组织600多人的民兵队伍。浙江巡抚增韫作为旗人，感到浙江新军也有可能发动类似的起义，因此下令大部分新军驻扎在杭州城外并控制了军械补给。随着北洋军正在进攻汉阳、威胁武昌，同盟会要求杭州、上海尽快起义，于是同盟会中部总会负责人陈其美多次秘密来到杭州，但杭州支持革命的两标新军驻扎城外，受到巡防营监控，因此改由蒋志清率领敢死队于农历九月十四（11月4日）傍晚入城举事、新军随后策应。革命党攻下浙江巡抚衙门、枪械局，开始占据旗营四大门、完全包围旗营，与此同时名义上掌管旗营的杭州将军德济此时却在杭州日租界一夜风流。次日凌晨，新军开始进攻旗营，旗人唯恐被汉人屠杀，因此激烈抵抗。但德济回到旗营后就向革命党提出投降，而实际领导守城的贵林则认为要军政府先兑现投降条件才肯投降，于是旗营对于战与和莫衷一是，而革命党这边立宪派出身的汤寿潜也无法有效统率他人——直到军在吴山上炮击旗营，旗营这才决定投降。
旗营投降后，浙江军政府都督汤寿潜与旗营代表贵林就旗营之缴械、发饷、保安、谋生达成一致，双方同意在军政府保证旗人安全的前提下旗人交出武器、成为平民，但军政府应该向八旗发放3个月军饷作为过渡。然而在协议签署的第二天，“德济告贵林父子私藏军火，阴谋反叛”，军政府在汤寿潜离开杭州、没有告知汤寿潜的情况下将贵林父子紧急处决——此事也说明了当时杭州的氛围并非军政府人士所自矜的那般和平，虽不及荆州、镇江的排满屠戮之混乱，但是满汉矛盾之阴霾仍令旗人恐惧，即便旗营已经投降，汉人仍对其极为防备。据旗人迎升回忆，当时有汉人民军谎称旗人谋反而分发武器，意图攻打已经缴械的旗营，立宪派的汤寿潜、陈黻宸都不相信旗营会叛乱，阻止了民军分发武器，而革命党的褚辅成、陈时夏散布谣言称立宪派与旗人勾结。除了贵林之死，军政府由于自身财政困难也没有按期向八旗发放粮饷，导致被拖欠粮饷的部分旗人到杭州将军德济府前讨要军饷，而军政府为“维护秩序”抓获两人就地正法。
旗人的贫困一方面是由于其生活腐化、缺乏劳动技能，另一方面则是由于当时的满汉矛盾。一部分汉人出于排满心理要将旗人所掠夺之汉人财产全部掠夺，因此进入旗营大肆偷盗，旗人被称作“旗下佬”。浙江军政府名下的士兵和巡警更是知法犯法，以搜查军火为由进入旗营搜刮财富，以至于杭州将军德济不得不要求军政府只开迎紫门一门以减少偷盗者袭扰，但在旗营城门拆除后旗营再无保护可言。旗人中能够自食其力从事商业的也为谣言所困，坊间传言旗人在出卖食物中下毒，于是旗人只能以卖自家家具为生。为了解决旗人生计问题，浙江军政府先是拍卖胡庆余堂作为满人谋生的本金，后来鼓励旗人在旗营内开店，最后将旗人“先行调查划分等类，各授以相当之事，使之操作。俾得自食其力以为一劳永逸之计”，将旗人送入各家工厂中做工。

## 拆除改造

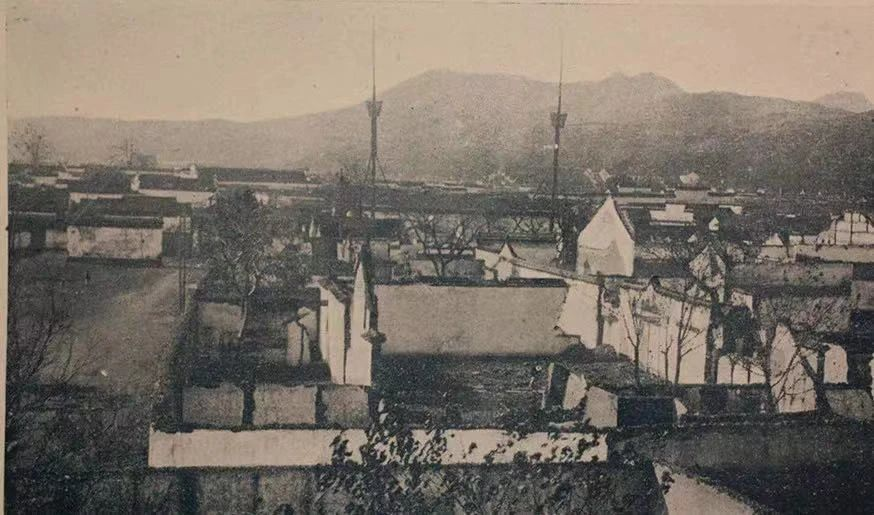
辛亥革命中被炸得只剩下残垣断壁的浙江巡抚衙门
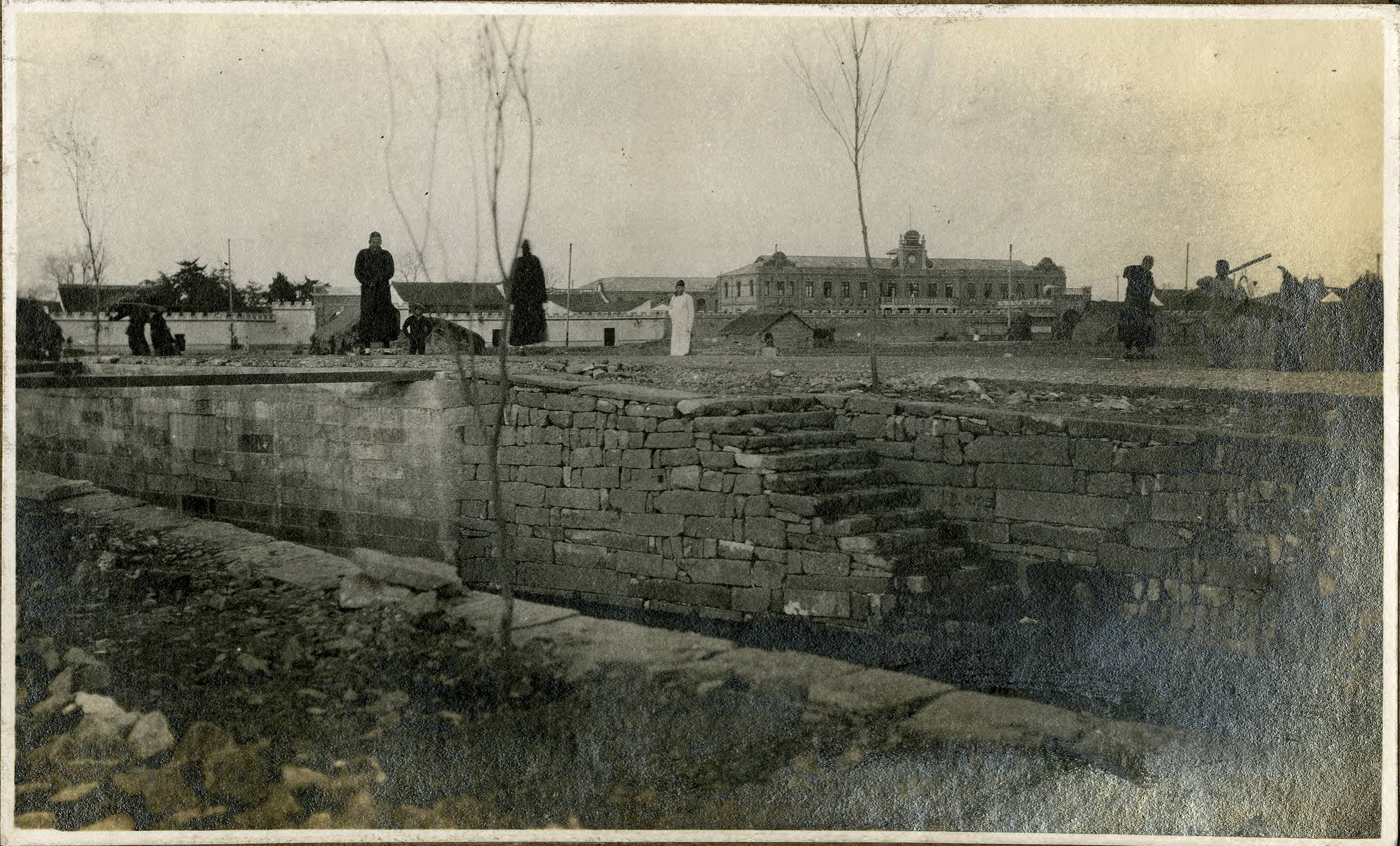
内部拆除一空、仅剩远处城墙的旗营
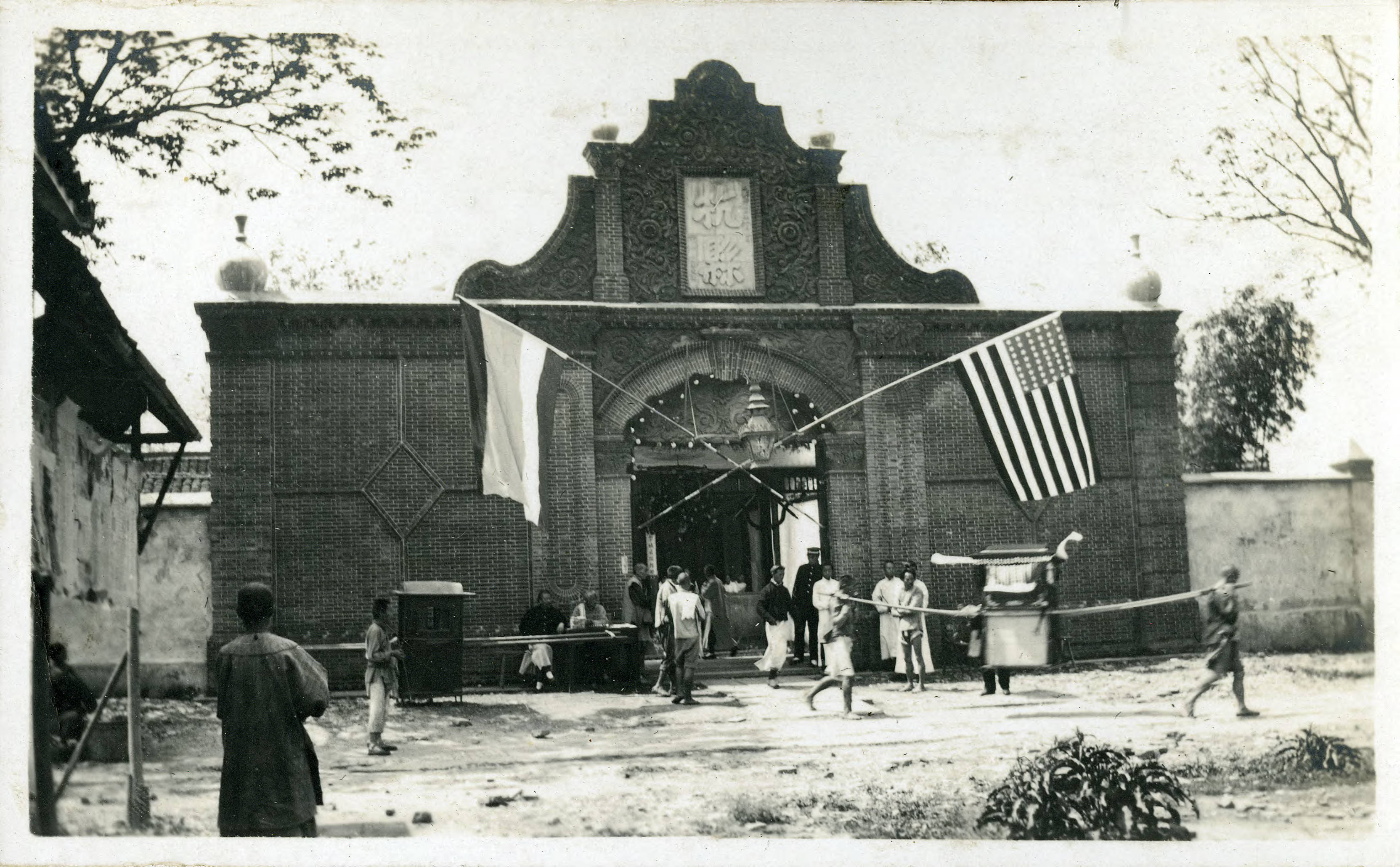
改建为杭县公署的原旗营都统衙门
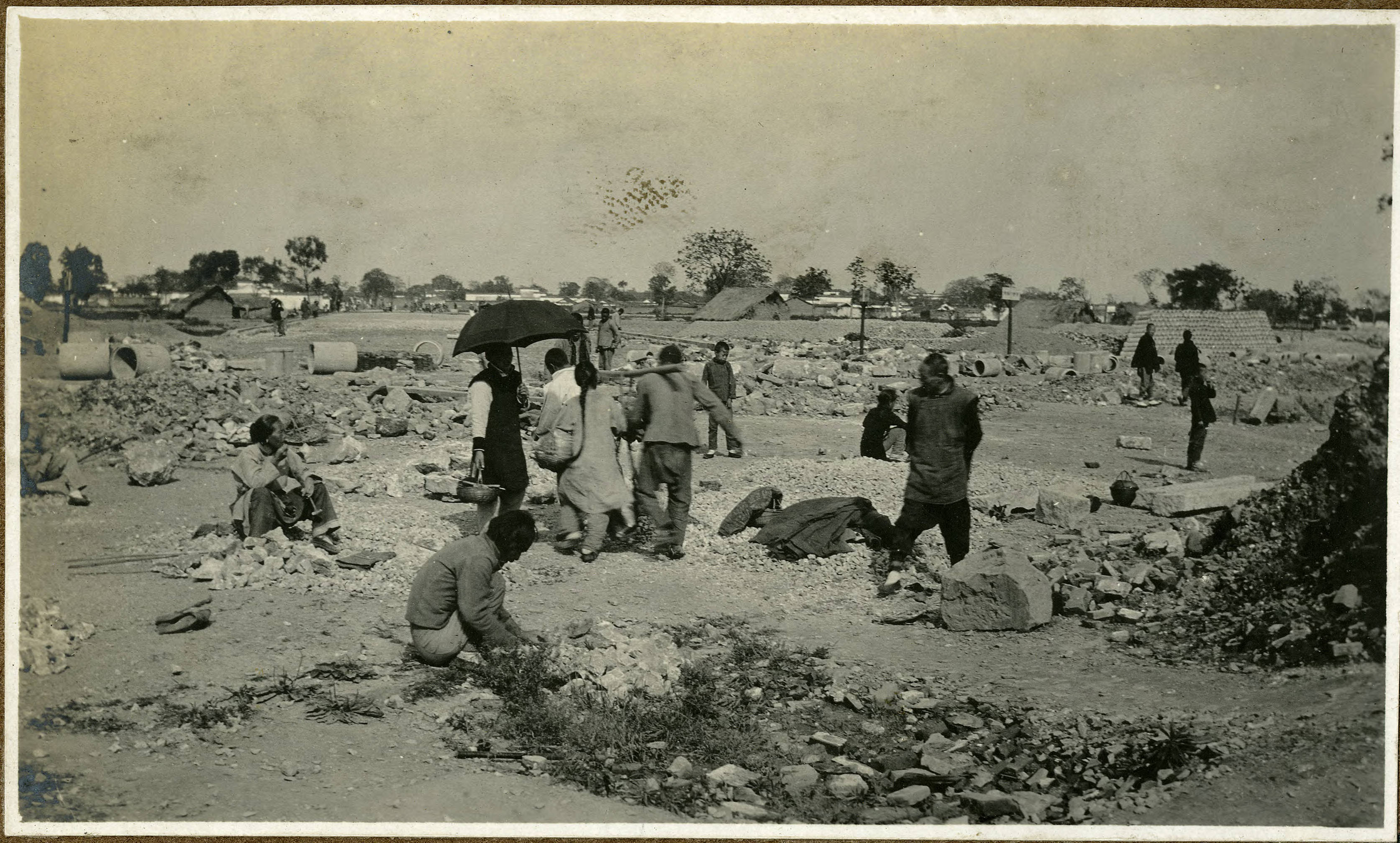
拆除湖滨城墙，修建湖滨路
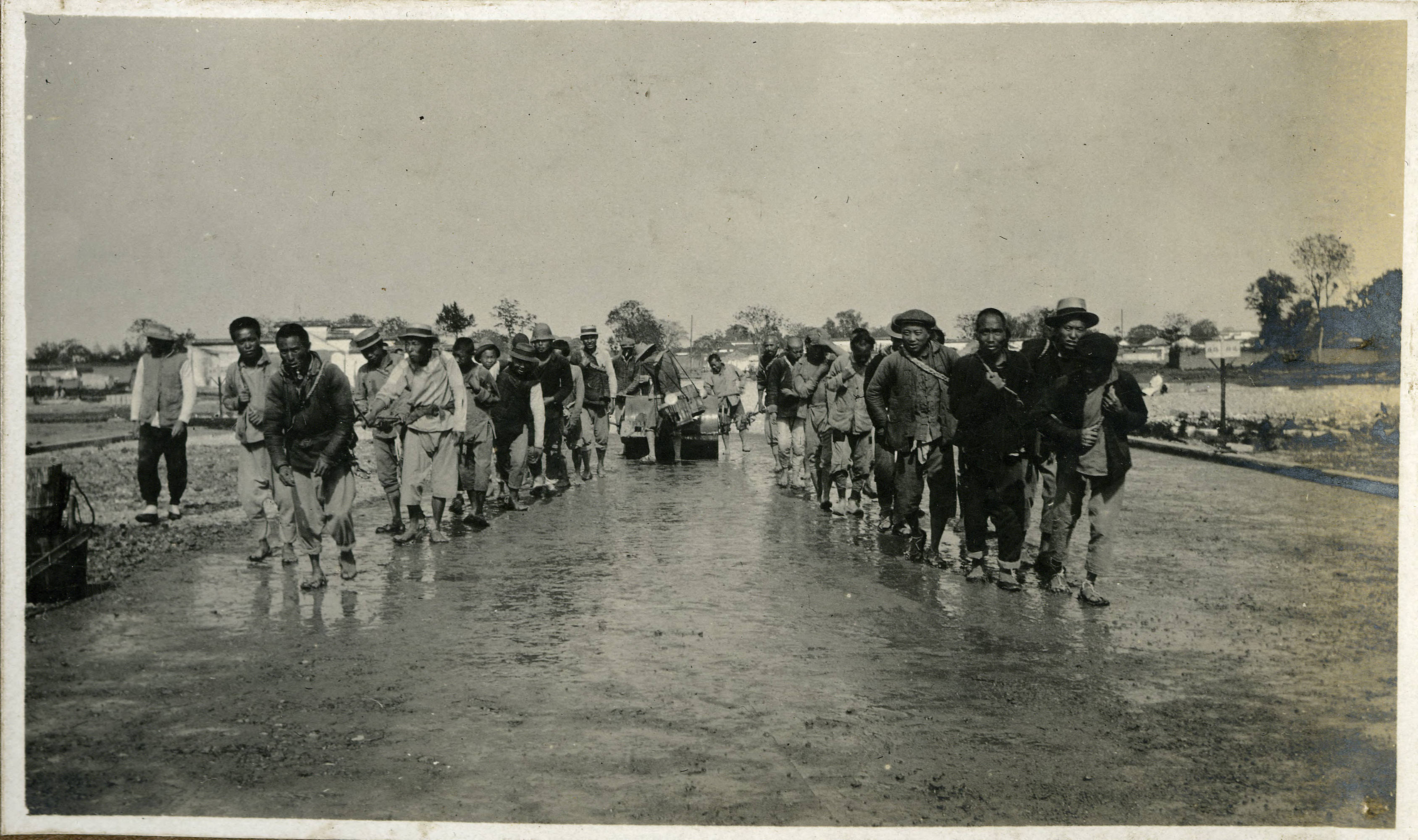
正在压路的工人
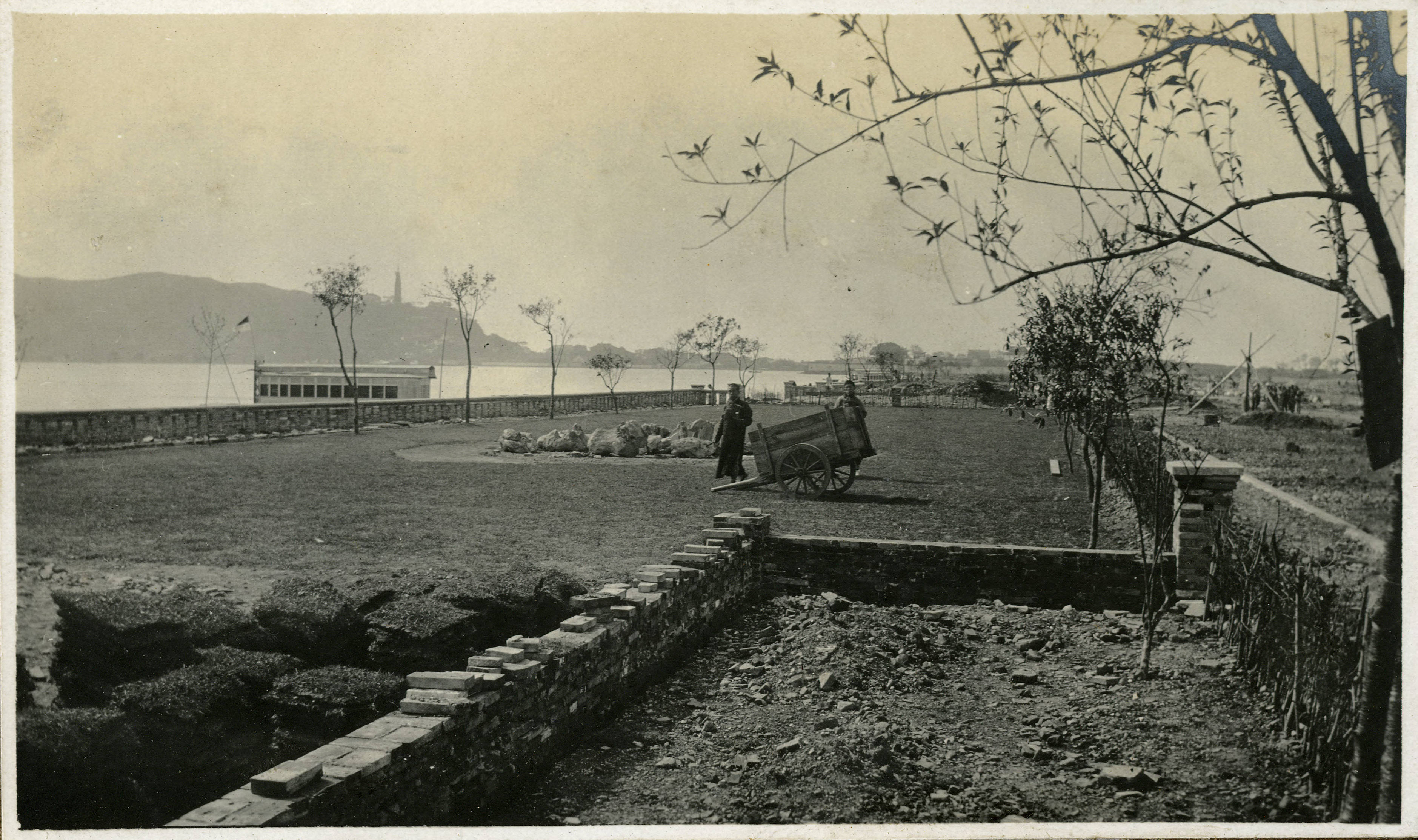
城墙拆除后的湖滨
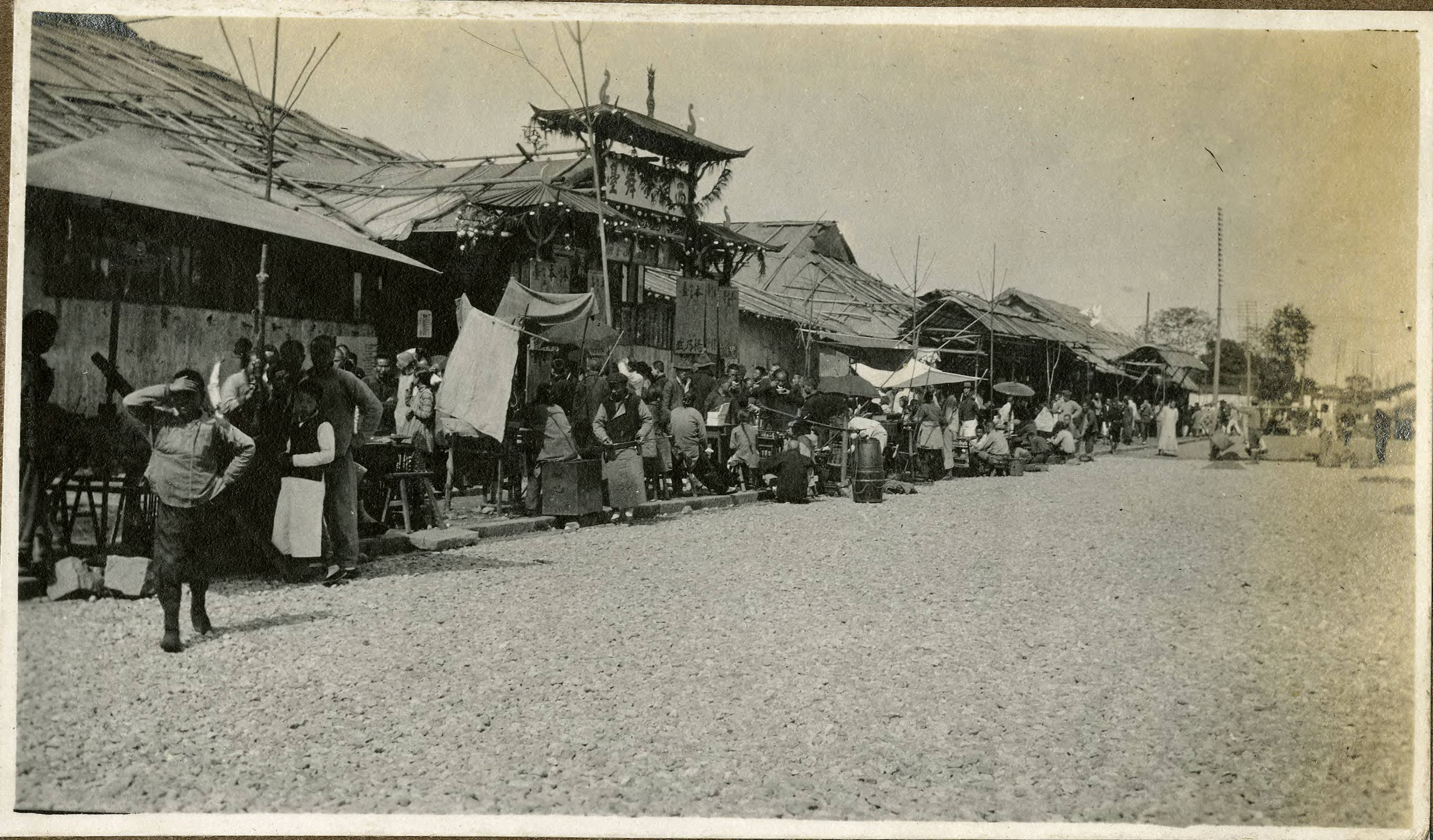
旗下内建立的西湖共舞台

改造旗营为新市场其实是清末立宪运动中就已经在1908年的浙江咨议局第一届会议上提出，当时是由汉人之熊文与满人之裕祥两位议员联名提出，一来发掘沪杭铁路开通后的商机，二来解决旗营内八旗生计问题，三来使满汉杂处、缓和民族矛盾，但是这一提案在当时受到了旗营内部分人士的抵制。辛亥革命后，随着旗营的投降以及大量旗人为求生计被迫离开旗营，壮丁被送往远郊转塘一带务农。浙江军政府在1912年1月颁布了“消失旗营之计划”，计划清空旗营用于市场开发。1913年9月15日，浙江行政公署在《申报》第一次刊登广告招买旗营土地，11月7日又在《之江日报》上刊登了详细的卖地规则，但是由于定价太高，12月1日前来的买家寥寥，不得不在1914年的6月修改规则。
1914年2月14日开始的短短7天内旗营内部建筑被拆除一空，政府利用拆除房屋之构件在菩提寺路修建了200间平房用于安置旗人，将旗人的土地尽数拍卖。这些最后留下的旗人大多缺乏谋生行当，无法去工厂做工或务农，只能出卖体力或做小生意糊口，因此生活极为贫困。2月20日，杭县公署下令拆除城墙，随后在3月开始修建游乐场、公园、运动场、学校、道路等公共设施。经过此次开发，旗下一带成为杭州新的商业中心，逐渐形成湖滨商圈；杭州城市也和西湖消除了城墙的隔阂，杭州话中也将“西湖入城”形容翻天覆地的变化。

### 引用
1. 1 2 3 4  . 中国新闻网. 2011-10-11  [2024-01-25]. （原始内容存档于2024-01-25）.
2. ↑  陈喜波; 颜廷真. . 满族研究. 2001, (3).
3. 1 2 3 4 5 6 7 8 9 10 11  汪利平. . 中国社会科学. 2007, (6)  [2023-08-05]. （原始内容存档于2023-08-05）.
4. ↑  陈江明. . 联谊报. 2015-10-09  [2023-08-01]. （原始内容存档于2023-08-01）.
5. 1 2 3  郑宁. . 苏州大学学报（哲学社会科学版）. 2019, (3)  [2023-08-01]. doi:10.19563/j.cnki.sdzs.2019.03.022. （原始内容存档于2023-08-01）.
6. 1 2 3  陈喜波; 颜廷真. . 满族研究. 2001-09-25, (3)  [2023-08-10]. （原始内容存档于2023-08-10）.
7. ↑  张帅. . 军事历史研究. 2022-03-20, 36 (2)  [2023-08-10]. （原始内容存档于2023-08-10）.
8. ↑  陈江明 2014，第26-33頁.
9. ↑  陈江明 2014，第71-76頁.
10. 1 2 3 4 5 6  潘洪钢. . 江汉论坛. 2013, (12): 116–121. CNKI JHLT201312022.
11. 1 2  刘小萌. . 吉林师范大学学报（人文社会科学版. 2019, 47 (6): 39–49. CNKI SLXS201906007.
12. ↑  黄艳. . 嘉兴日报平湖版. 2020-12-28.
13. 1 2  张威. . 满族研究. 2019, (4): 11–15,21. CNKI MZYY201904004.
14. ↑  王兴福 2007，第44頁.
15. ↑  王兴福 2007，第48-49頁.
16. ↑  王兴福 2007，第50-51頁.
17. ↑  王兴福 2007，第55-56頁.
18. ↑  王兴福 2007，第88-90頁.
19. ↑  顾建娣. . 近代史研究. 2020, (3): 19–35,160. CNKI JDSY202003003.
20. ↑  李桔松. . 贵州社会科学. 2019, (2): 89–97. doi:10.13713/j.cnki.cssci.2019.02.013. CNKI GZSK201902013.
21. ↑  邵雍. . . 广东人民出版社. 2011  [2023-08-08]. ISBN 978-7-218-07323-1. （原始内容存档于2023-08-11）.
22. ↑  沈洁. . 史林. 2013, (4): 89-98  [2021-11-16]. ISSN 1007-1873. NCPSSD 47052993. （原始内容存档于2021-11-16）.
23. 1 2  沈航. . 温州大学学报（社会科学版）. 2013, 26 (4)  [2023-08-06]. doi:10.3875/j.issn.1674-3555.2013.04.013. （原始内容存档于2023-08-06）.
24. 1 2  傅舒兰. . . 东南大学出版社. 2015-05-01: 64–81.
25. 1 2  周复多; 史伟东. . 杭州文史. 2022-02-21, (26)  [2023-08-08]. （原始内容存档于2023-08-11）.

### 专著
- 陈江明. . 杭州出版社. 2014  [2023-08-08]. ISBN 978-7-80758-937-2. （原始内容存档于2023-08-11） （中文）.
- 王兴福. . 北京: 社会科学文献出版社. 2007. ISBN 9787802307476.